# Illusions (альбом Sadus)
Illusions (другое название Chemical Exposure) — дебютный студийный альбом американской трэш-метал группы Sadus, вышедший на лейбле Hammerheart Records.
Эдуардо Ривадавия, критик сайта Allmusic.com, поставил альбому четыре балла из пяти. В своей рецензии он отметил неожиданно чистое, качественное звучание диска, необычное для независимых релизов, а также своеобразный стиль композиций, в которых музыканты словно бы предвидели смену трэш-метала дэтом. Ривадавия назвал альбом «очень хорошим дебютом», указав на то, что он разошёлся неплохим для начинающей андеграундной группы тиражом в семь тысяч копий.

## Список композиций
1. «Certain Death» — 4:12
2. «Undead» — 4:00
3. «Sadus Attack» — 1:44
4. «Torture» — 2:22
5. «And Then You Die» — 1:44
6. «Hands of Fate» — 3:54
7. «Twisted Face» — 1:57
8. «Fight or Die» — 2:53
9. «Illusions» — 3:47
10. «Chemical Exposure» — 2:16

## 2006 переиздание с бонус треками
1. «Desolator» (Demo) — 3:50
2. Torture (Demo) — 2:43

## 2007 Переиздание с бонус треками
1. «Sadus attack (demo)»
2. «Torture (demo)»
3. «Kill team (demo)»
4. «Desolator (demo)»
5. «Fight or die (demo)»
6. «Twisted face (demo)»
7. «Number one (demo)»
8. «Hands of hate (demo)»
9. «Certain death (video clip)»

## Участники записи
- Darren Travis — гитара, вокал, текст песен.
- Rob Moore — гитара
- Steve DiGiorgio — бас, клавишные
- Jon Allen — ударные